# Rosemary Lane
Rosemary Lane (4 de abril de 1914 – 25 de noviembre de 1974) fue una actriz estadounidense.

## Inicios
Nacida en Indianola, Iowa, sus padres eran Lorenzo A. Mullican y Cora Bell Hicks. De sus hermanas, Martha (1905-19??) no entró en el mundo del espectáculo. Las demás fueron Leota Lane, Priscilla Lane y Lola Lane, todas actrices y cantantes.
Rosemary, miembro de la National Honor Society, se graduó en Indianola High en 1931. Su madre alentó a las hermanas a cantar y tocar instrumentos musicales. Todas eran aficionadas a la música, y siguieron estudios de la materia en el Simpson College de Indianola.

## Primeros años de carrera
Rosemary y Priscilla viajaban a Des Moines todos los fines de semana para estudiar danza con Rose Lorenz, haciendo su primera actuación profesional el 30 de septiembre de 1930 en el Teatro Des Moines' Paramount. Rosemary, entonces con 17 años, trabajó en el teatro como parte del espectáculo de presentación de la película  Good News, producida en Hollywood e interpretada por su hermana Lola.
En 1932 Cora dejó a su marido y viajó con su Rosemary a la ciudad de Nueva York. Cora inmediatamente se dedicó a llevar a las dos hermanas menores (Rosemary y Priscilla) a diversas pruebas para producciones de Broadway, aunque sin éxito. En una de estas pruebas Fred Waring, director de una orquesta, las oyó y le parecieron atractivas y con talento individual. A principios de 1933, con la aprobación de Cora, firmaron un contrato con Waring.
Fred Waring no solo viajaba con su banda, conocida como "The Pennsylvanians", sino que tenía un programa radiofónico semanal. Priscilla rápidamente fue conocida como la comediante del grupo, y Rosemary cantaba baladas mientras su hermana actuaba en números con Waring.
En el año 1933 sus padres finalmente se divorciaron. Rosemary y Priscilla estuvieron con Fred Waring casi cinco años. En 1937 Waring fue contratado por Warner Bros. para actuar con su banda en Varsity Show, un musical interpretado por Dick Powell. Rosemary y Priscilla superaron una prueba y obtuvieron papeles en el film. Rosemary interpretaba momentos románticos junto a Powell, mientras que Priscilla representaba a una animada estudiante.
Warner adquirió a Fred Waring el contrato de Priscilla y Rosemary, firmando con ellas un pacto de siete años. El primer film de Rosemary tras Varsity Show fue el musical Hollywood Hotel, en el cual trabajaba junto a su hermana Lola y su anterior compañero de actuación, Dick Powell. Posteriormente trabajó con Rudy Vallee en la película Gold Diggers in Paris.

## Las Hermanas Lane
Warner Bros. había adquirido una historia de Fannie Hurst titulada Sister Act, y planeaba rodarla con Errol Flynn y cuatro actrices. Flynn, sin embargo, se retiró del proyecto para protagonizar Robin de los bosques. El guion de Sister Act se reescribió para dar énfasis a las cuatro chicas. Bette Davis rechazó el papel. Lola habló con Jack Warner sugiriendo que ella y sus hermanas podían interpretar la película. Warner aceptó, y Leota viajó desde Nueva York para hacer una prueba con el papel de Emma, no siendo positiva. El estudió dio el papel de la cuarta hermana a Gale Page. Esta actriz se quedaría durante el resto de su carrera con el apodo de la cuarta Lane. Cuando la película, ahora titulada Four Daughters, se estrenó el 24 de septiembre de 1938, fue un gran éxito. Tuvo dos secuelas, Four Wives en 1939 y Four Mothers en 1941, otra vez con las hermanas Lane y Gale Page.
Posteriormente se preparó otro guion para que aparecieran las cuatro hermanas, Daughters Courageous, proyecto en el que trabajaba John Garfield, que también había participado en Four Daughters y Four Wives. Aunque la historia era diferente, también cubría las vidas y los amores de cuatro hermanas, y fue un nuevo éxito de taquilla.
En 1939 Rosemary Lane volvió a trabajar con Garfield, esta vez en Blackwell's Island (1939), título que no consiguió un gran éxito.

## Últimos años de carrera
Rosemary obtuvo buenas críticas por la película de 1940 The Boys from Syracuse, basada en el éxito de Richard Rogers y Lorenz Hart en Broadway en 1938. Al año siguiente dio un paso inusual para una actriz cinematográfica de la época gracias a su interpretación de Gale Joy en el musical de Broadway Best Foot Forward, estrenado en el Teatro Ethel Barrymore el 1 de octubre de 1941. La obra se mantuvo en escena hasta el 4 de julio de 1942, sumando un total de 326 representaciones. Sin embargo, la versión cinematográfica no fue para Lane, pues el papel lo interpretó Lucille Ball.
A partir de entonces disminuyó la oferta de buenos papeles cinematográficos para Lane, por lo que finalmente en 1945 rodó su última película Sing Me a Song of Texas, interpretando a la cantante Laurie Lang.
Posteriormente se dedicó al negocio inmobiliario trabajando en Pacific Palisades (Los Ángeles), California.

## Vida personal
Rosemary se casó una sola vez, el 28 de diciembre de 1941, con George H. "Bud" Westmore, artista de maquillaje de Hollywood, el cual previamente había tenido un tormentoso matrimonio con la actriz Martha Raye de tres meses de duración. Estuvieron casados 13 años y tuvieron una hija, Bridget. Se divorciaron en 1954.
Rosemary Lane acababa de cumplir los sesenta años de edad, y vivía retirada en Pacific Palisades cuando le sobrevino la muerte a causa de una embolia cerebral resultado de una diabetes y de una enfermedad pulmonar crónica. El fallecimiento ocurrió el 25 de noviembre de 1974 en el Hospital Motion Picture Country en Woodland Hills (Los Ángeles). Fue enterrada en el Cementerio Forest Lawn de Glendale (California).

## Filmografía
- Sing Me a Song of Texas (1945) .... Laurie Lang
- Trocadero (1944) .... Judy
- Harvest Melody (1943) .... Gilda Parker
- All by Myself (1943) .... Val Stevenson
- Chatterbox (1943) .... Carol Forrest
- Time Out for Rhythm (1941) .... Frances Lewis
- Four Mothers (1941) .... Kay Lemp Forrest
- Always a Bride (1940) .... Alice Bond
- The Boys from Syracuse (1940) .... Phyllis
- Ladies Must Live (1940) .... Pat Halliday
- An Angel from Texas (1940) .... Lydia Weston
- Four Wives (1939) .... Kay Lemp
- The Return of Doctor X (1939) .... Joan Vance
- Daughters Courageous (1939) .... Tinka Masters
- The Oklahoma Kid (1939) .... Jane Hardwick
- Blackwell's Island (1939) .... Mary 'Sunny' Walsh
- Four Daughters (1938) .... Kay Lemp
- Gold Diggers in Paris (1938) .... Kay Morrow
- Hollywood Hotel (1937) .... Virginia Stanton
- Varsity Show (1937) .... Barbara 'Babs' Steward